# Archaeamphora
Archaeamphora longicervia — викопний вид рослин, єдиний представник роду Archaeamphora. Викопний матеріал, віднесений до цього таксону, походить із формації Ісянь на північному сході Китаю, датованої ранньою крейдою (приблизно 145—101 мільйон років тому).
Спочатку вид був описаний як глечик, близький до нині існуючих представників родини Sarraceniaceae. Це зробило б його найдавнішою відомою м'ясоїдною рослиною та єдиним відомим викопним залишком сарраценієвих. Археамфора також є одним із трьох найдавніших відомих родів покритонасінних (квіткових рослин). Лі (2005) писав, що «існування покритонасінних рослин у ранньому крейдяному періоді в такому високому вигляді свідчить про те, що покритонасінні мали виникнути набагато раніше, можливо, до 280 мільйонів років тому, як показали дослідження молекулярного годинника».
Наступні автори поставили під сумнів ідентифікацію археамфори як рослини-глечика.